# Clelia Durazzo Grimaldi
Clelia Durazzo Grimaldi (1760–1830), también conocida como Clelia Durazzo, fue botánica y marquesa en Génova, Italia.

## Biografía
Era la hija de Giacomo Filippo Durazzo y Maddalena Pallavicini. Su padre era un miembro de una de las familias Genovesas más ilustres y más aristocráticas, así como un naturalista y un bibliófilo notables por derecho propio. Después de su unión a Giuseppe Grimaldi  de la casa de Grimaldi, se dedicó al estudio de la botánica, y en 1794 estableció un jardín botánico privado, Giardino botanico Clelia Durazzo Grimaldien los terrenos junto a su residencia, Villa Durazzo-Pallavicini. Ella también recogió unos especímenes de 5.000 plantas en su herbario, donado posteriormente al "Civico Museo Doria di Storia Naturale di Genova".